# Souldrainer
Souldrainer är ett svenskt Melodisk death metalband bildat 1998 i Östersund av Nils Fjellström, Marcus Edvardsson och Johan Klitkou. Målet med projektet var att göra långsamma låtar, fast med en viss attityd och brutalitet som aldrig tidigare skådats. Souldrainer släppte studioalbumet Reborn 2007. Efter Johan Klitkous avhopp har Marcus Edvardsson tagit över sången i bandet.
2011 släpptes skivan Heaven's Gate.

## Medlemmar
Nuvarande medlemmar
- Marcus Edvardsson – gitarr, sång (1999– ) (även i bandet Sanctification och And Angels Wept, ex-Chastisement, ex-Aeon)
- Joakim Wassberg – basgitarr, sång (2003– ) (även i And Angels Wept och The Equinox ov the Gods, ex-Defaced Creation)
- Hugo Nylander – trummor (2013– ) (även i Djävulskap, ex-Denicalis)

Tidigare medlemmar
- Nils Fjellström – trummor (1999–2005)
- Johan Klitkou – sång (2000–2007)
- Daniel Dlimi – gitarr (2003–2010)
- Arttu Malkki – trummor (2005–2012)
- Sverker Berggren – trummor (2012–2013)

## Diskografi
Demo
- Daemon II Daemon (2002)
- Promo 2004 (2004)
- First Row in Hell (2005)

Studioalbum
- Reborn (2007)
- Heaven's Gate (2011)
- Architect (2014)

EP
- Revolt III (2012)

Singlar
- "The Bitch and the Machine" (2010)